# 譚海 (サッカー審判員)
譚 海（たん かい、タン・ハイ、簡体字中国語: 谭 海、拼音: Tán Hǎi、英: Tan Hai、1970年11月27日 - ）は、中華人民共和国山東省済南市出身のサッカー審判員である。

## 概要
中国サッカー・スーパーリーグでサッカー審判員のキャリアを開始した後、2004年にFIFAのライセンスを取得し国際審判員として活動している。母語である中国語の他に、第二言語として英語を使用できる。
2008年にAFCエリートレフェリーに選出され、AFCチャンピオンズリーグやFIFAワールドカップアジア予選などで主審を務めている。また、2011年には、于敬崟、陸俊、孫葆潔についで4人目となる国内最優秀審判賞を受賞している。

## 担当した主な国際大会

### FIFAワールドカップ・アジア予選
- 2014 FIFAワールドカップ・アジア予選
  - 3次予選：グループB  韓国 vs  アラブ首長国連邦、グループC  タジキスタン vs  ウズベキスタン、グループE  インドネシア vs  イラン
  - 4次予選：グループA  レバノン vs  イラン、 カタール vs  ウズベキスタン、グループB  イラク vs  ヨルダン